# Thurgauische Hypothekenbank

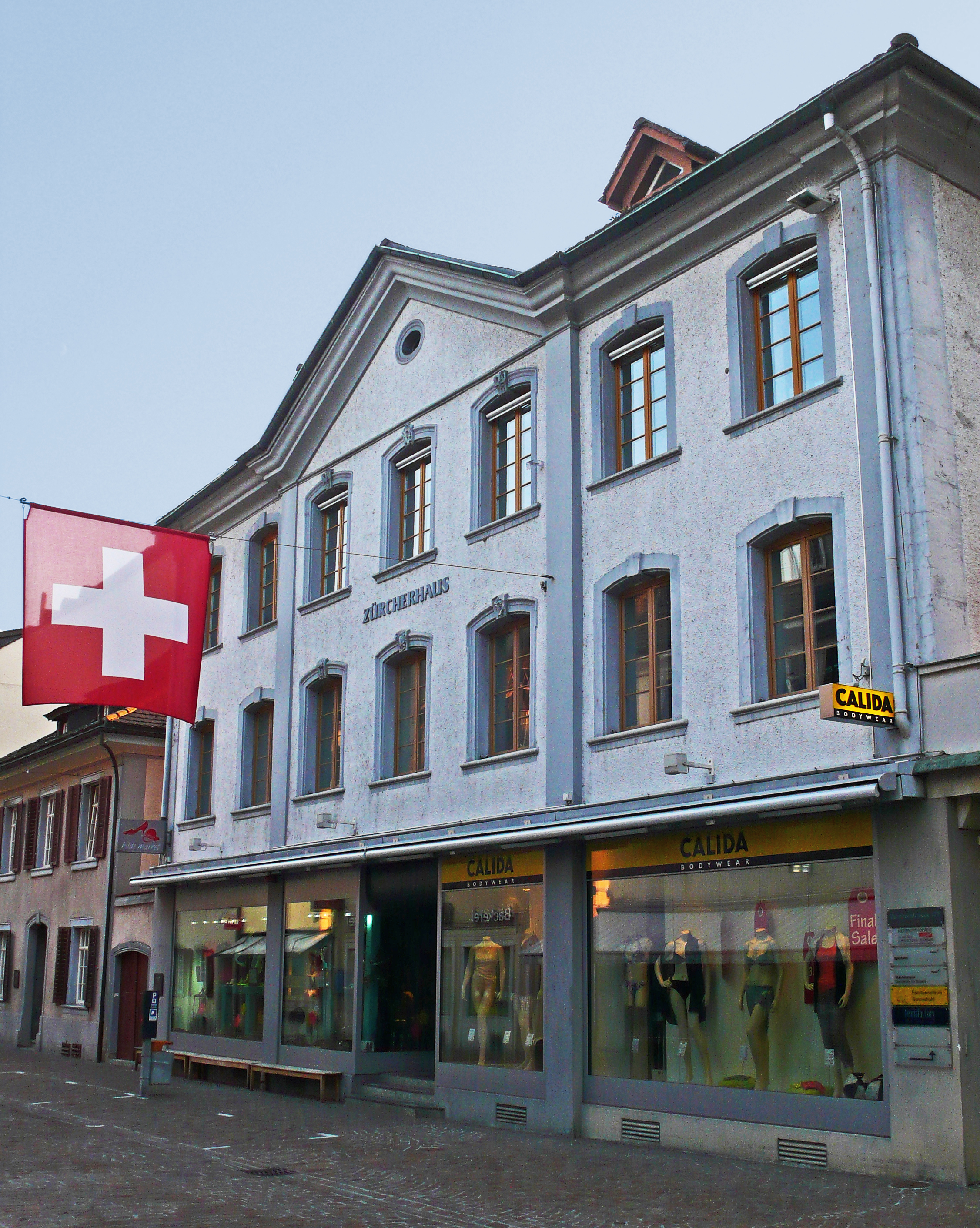
Erster Geschäftssitz der Thurgauischen Hypothekenbank im «Zürcherhaus» in Frauenfeld

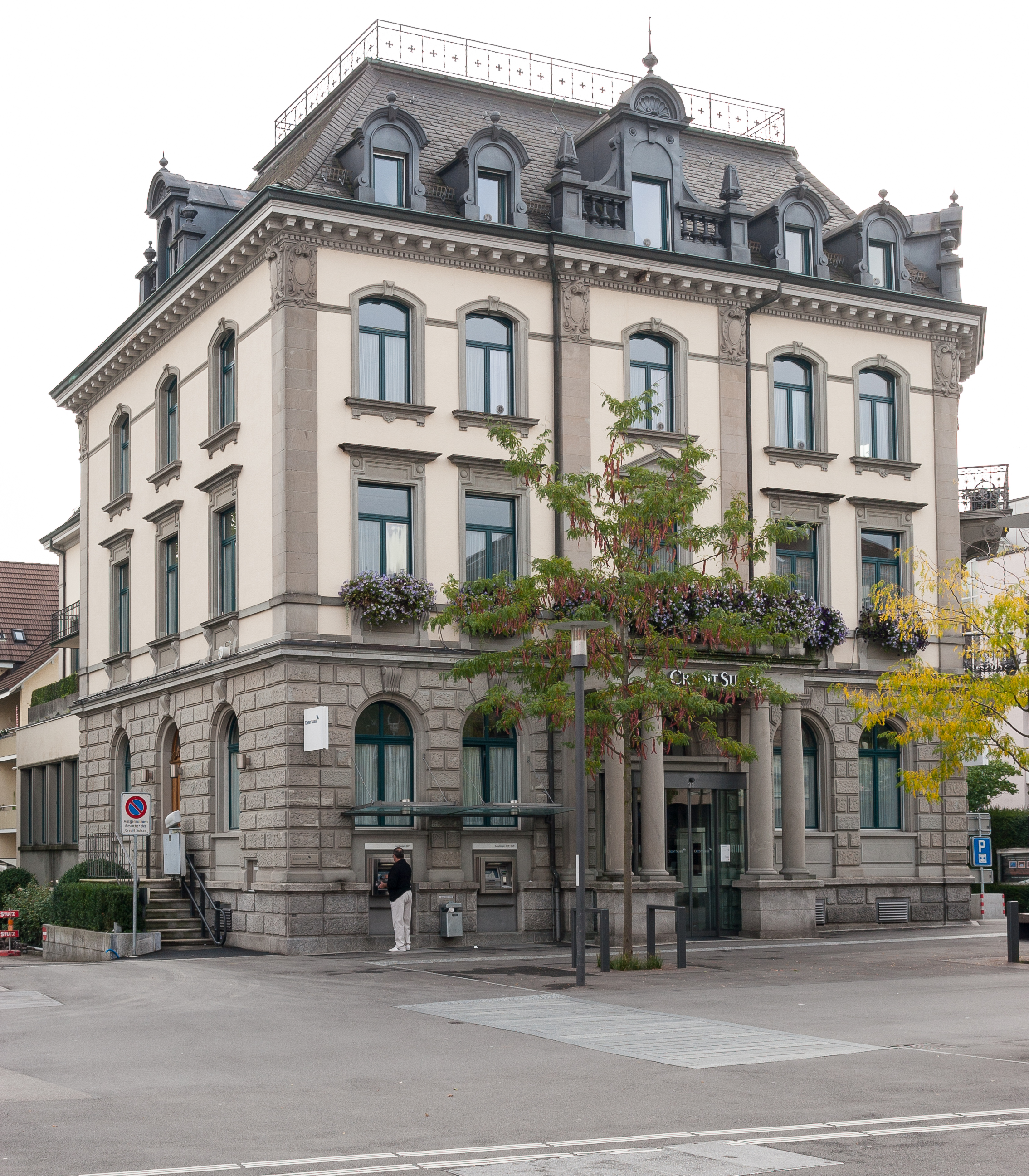
Ehemalige Geschäftsstelle der Thurgauischen Hypothekenbank, Hauptstrasse 33 in Kreuzlingen, erbaut 1903, seit 2024 Filiale der UBS

Die Thurgauische Hypothekenbank war eine Schweizer Hypothekenbank, die 1851 in Frauenfeld im Kanton Thurgau als Aktiengesellschaft gegründet wurde. Sie war von Beginn an eine Privatnotenbank, d. h. sie erhielt als erste Bank im Thurgau das Recht zur Ausgabe von Banknoten (Als zweite Thurgauer Bank erhielt dieses Recht die 1871 gegründete Thurgauer Kantonalbank). Die Thurgauer Hypothekenbank behielt dieses Privileg bis 1908, als die ein Jahr zuvor gegründete Schweizerische Nationalbank die alleinige Emission von Schweizer Banknoten übernahm.
Die Thurgauische Hypothekenbank errichtete 1870 in Romanshorn ihre erste Zweigstelle. 1892 übernahm sie dann die 1864 gegründete «Bezirksleihkasse Kreuzlingen» und führte diese als Kreuzlinger Filiale weiter. Zusätzliche Niederlassungen wurden 1905 in Arbon und 1906 in Weinfelden gegründet. Auf ihrem Höhepunkt im Jahr 1911 war sie die drittgrösste Hypothekenbank der Schweiz.
Nachdem das Platzen einer Immobilienblase in Zürich um 1900 die Thurgauische Hypothekenbank bereits finanziell geschwächt hatte, übernahm sie sich schliesslich mit Engagements im Deutschen Reich. Der Sturz ihres Aktienkurses 1912 brachte ihren Aktionären grosse Verluste ein und mündete 1914 in der Übernahme durch die Schweizerischen Bodenkreditanstalt (Wurde 1976 von der Credit Suisse gekauft).